# Abraxas placata
Abraxas placata là một loài bướm đêm trong họ Geometridae.